# British Lion
British Lion é o primeiro álbum do baixista Steve Harris, fundador do Iron Maiden, lançado em setembro de 2012.
Sobre o disco, Harris afirma:
"Quero deixar algo bem claro - isto não é apenas um disco solo de Steve Harris... É muito mais que isso. Eventualmente gostaria que se transformasse numa banda a sério e quero pensar que não vamos ficar por aqui. Adoraria tocar estas músicas ao vivo. Para mim seria um enorme prazer; há muito, muito tempo que não toco em clubes menores e, de vez em quando, tenho saudades. Às vezes sinto falta da atmosfera que se gera se estivermos na cara das pessoas... Com o Iron Maiden, isso é algo que não podemos fazer há muitos anos."
"Este disco não reflete nada mais que a minha vontade de fazer algo diferente. Às vezes é saudável trabalhar com outras pessoas, com as quais também tenho uma boa química. O Iron Maiden vai continuar a trabalhar, como sempre... Neste momento temos uma turnê agendada para 2013 e, depois, vamos começar a trabalhar num novo álbum".
Steve disponibilizou o álbum para audição online no site oficial do Iron Maiden às 7 da manhã (horário de Brasília) em 20 de setembro de 2012.

## Faixas
| N.º | Título                   | Compositor(es)                                                                | Duração |  |
| 1.  | "This is my God"         | Steve Harris, Richard Taylor, David Hawkins                                   | 4:57    |  |
| 2.  | "Lost Worlds"            | Harris, Taylor, Hawkins                                                       | 4:58    |  |
| 3.  | "Karma Killer"           | Harris, Hawkins, Taylor                                                       | 5:29    |  |
| 4.  | "Us Against the World"   | Harris, Hawkins, Taylor                                                       | 4:12    |  |
| 5.  | "The Chosen Ones"        | Harris, Taylor                                                                | 6:27    |  |
| 6.  | "A World without Heaven" | Barry Fitzgibbon, Harris, Grahame Leslie, Gary Liederman, Ian Roberts, Taylor | 7:02    |  |
| 7.  | "Judas"                  | Harris, Hawkins, Taylor                                                       | 4:58    |  |
| 8.  | "Eyes of the Young"      | Harris, Leslie, Roberts, Taylor                                               | 5:25    |  |
| 9.  | "These are the Hands"    | Harris, Hawkins, Taylor                                                       | 4:28    |  |
| 10. | "The Lesson"             | Harris, Hawkins, Taylor                                                       | 4:15    |  |

## Créditos
- Steve Harris - baixo, produção
- Richard Taylor - vocais
- David Hawkins - guitarra, teclado (em todas as faixas com exceção da 5, 6 e 8)
- Grahame Leslie - guitarra (faixas 5, 6 e 8)
- Barry Fitzgibbon – guitarra (faixas 5, 6 e 8)
- Ian Roberts - bateria nas faixas 5, 6 e 8
- Simon Dawson - bateria (faixas 2, 4 e  9)
- Richard Cook - bateria (faixas 1, 3 e 7)

Produção
- Kevin Shirley - mixagem
- Steve Harris – produtor
- Richard Taylor – produtor (em todas as faixas com exceção da 5, 6 e 8)
- David Hawkins – produtor (em todas as faixas com exceção da  5, 6 e 8)
- Ade Emsley – masterização

## Desempenho nas paradas
| Parada musical (2012)           | Posição |
| ------------------------------- | ------- |
| Austrian Albums Chart           | 66      |
| Belgian Albums Chart (Flanders) | 180     |
| Belgian Albums Chart (Wallonia) | 72      |
| Finnish Albums Chart            | 22      |
| French Albums Chart             | 85      |
| German Albums Chart             | 67      |
| Italian Albums Chart            | 39      |
| Norwegian Albums Chart          | 30      |
| Spanish Albums Chart            | 63      |
| Swedish Albums Chart            | 18      |
| Swiss Albums Chart              | 40      |
| UK Albums Chart                 | 39      |
| UK Rock & Metal Chart           | 2       |
| US Billboard 200                | 138     |